# Compañía del Ferrocarril del Noroeste de Uruguay
La Compañía del Ferrocarril del Noroeste de Uruguay fue una compañía de capitales ingleses que operó en Uruguay hasta la nacionalización de los ferrocarriles. 

## Antecedentes
En 1876 con motivo de la construcción de la línea ferroviaria entre Salto y Artigas, es creada en Londres la Compañía North Western Railway of Montevideo, quien iniciaría la construcción de dicho ramal ferroviario, pero debido a problemas financieros se vio obligada a ir a la quiebra. 
En 1882 los antiguos inversores de la ya desaparecida Compañía North Western Railway of Montevideo, deciden fundar la ahora llamada North Western Railway Uruguay quien retomaría la construcción del ya mencionado trazado. El cual construiría su principal estación, en la cercanía del Puerto de Salto y se extendería hacia la ciudad de Bella Unión. 
El trazado, circularía por Palomas y Baltasar Brum, donde se realizaría la conexión con el Ferrocarril del Norte de Uruguay hasta llegar a a Bella Unión, donde se construyó en 1887 la Estación Cuareim, muy cercana al río homónimo, división natural de la frontera con Brasil.  En 1897 sería construido el puente ferroviario y se lograría la conexión internacional con la ciudad de Barra do Quaraí, como también permitiendo las conexiones con hacia Uruguaiana  y otros puntos del sur de Brasil.
En 1890 con la construcción de la Estación Midland de Salto, el Ferrocarril del Noroeste realizaría la conexión con el Ferrocarril Midland.

## Desaparición
A fines de los años cuarenta, con la nacionalización de los servicios ferroviarios, el Ferrocarril del Noroeste es adquirido por el Estado uruguayo. En 1952  la línea Salto - Bella Unión, así como los inmuebles y el material rodante pasan a ser propiedad de la Administración Nacional de Ferrocarriles del Estado. 

## Material rodante
En 1936 la empresa contaba con 16 locomotoras, 9 coches de pasajeros y 286 vagones de carga.

## Servicios
Desde sus inicios, la línea Salto - Bella Unión operó un total de  182 kilómetros tanto en transporte de cargas, como de pasajeros. 
En enero de 1939 comenzó a operar el servicio Bella Unión - Montevideo. 
En los años sesenta, el servicio de pasajeros dejó de operar, para en los años setenta clausurarse la línea de forma definitiva. En la actualidad, se construyeron viviendas ilegales por encima del trazado.

## Estaciones
- Salto Noroeste
- Estación Palomas
- Arapey
- Santa Ana
- Baltasar Brum
- Estación Cuareim